# دايكي هاشيأوكا
دايكي هاشيأوكا (باليابانية: 橋岡 大樹) (مواليد 17 مايو 1999)، هو لاعب كرة قدم سابق يلعب كمدافع.

## وصلات خارجية
- دايكي هاشيأوكا على موقع رابطة كرة القدم اليابانية للمحترفين (اليابانية)
- دايكي هاشيأوكا على موقع إي إس بي إن إف سي (الإنجليزية)
- دايكي هاشيأوكا على موقع قاعدة بيانات كرة القدم.إي يو (الإنجليزية)
- دايكي هاشيأوكا على موقع ناشيونال فوتبول تيمز (الإنجليزية)
- دايكي هاشيأوكا على موقع Soccerbase.com (لاعب) (الإنجليزية)
- دايكي هاشيأوكا على موقع Soccerway.com (الإنجليزية)
- دايكي هاشيأوكا على موقع عالم كرة القدم.نت (الإنجليزية)
- دايكي هاشيأوكا على موقع أوليمبيديا (الإنجليزية)